# 카노사성

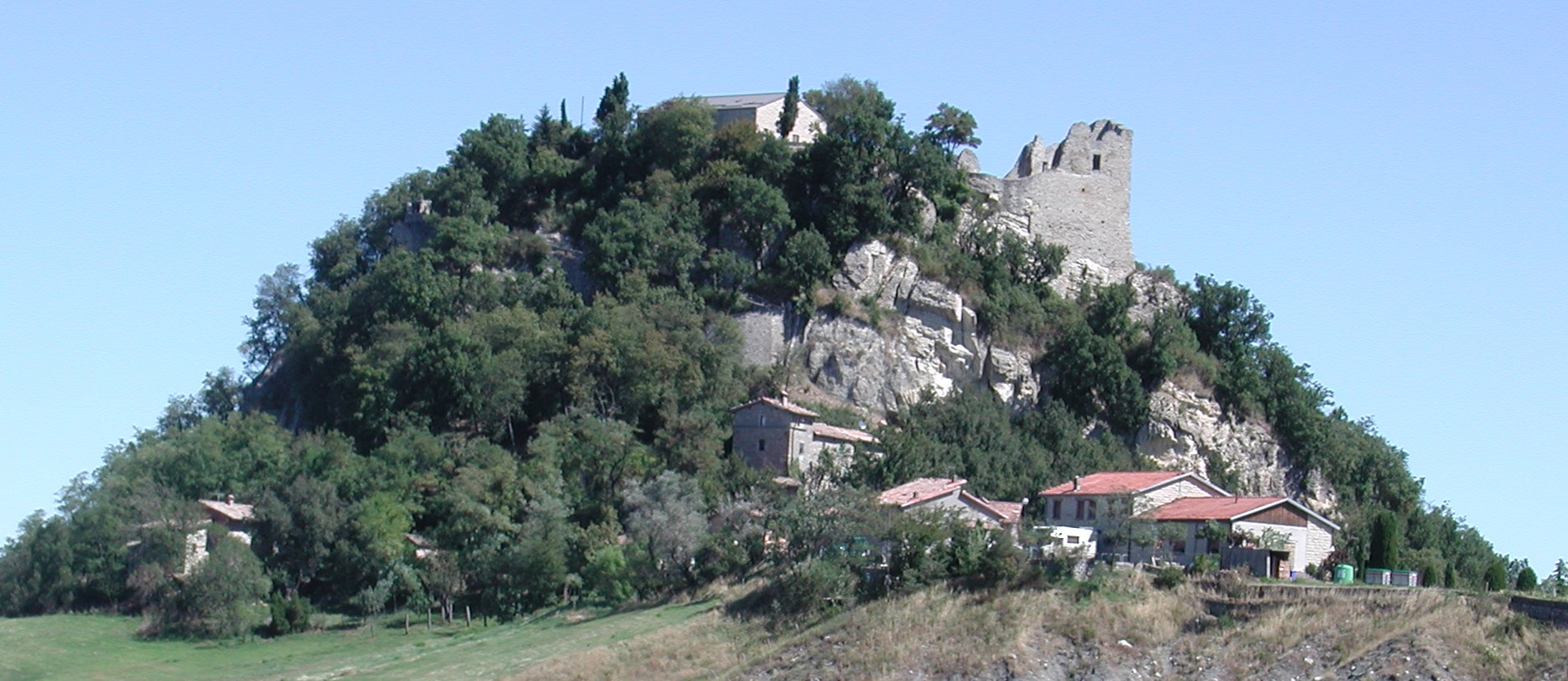
카노사성의 폐허

카노사성(영어: Canossa Castle)은 북부 이탈리아 레지오 에밀리아 주의 카노사에 있는 성이다.
특히 신성 로마 제국의 하인리히 4세와 기독교의 교황 그레고리 7세 사이의 서임권 분쟁 중에 1077년 카노사의 굴욕이 일어난 장소이기도 하다.

## 역사
이 성은 940년 아달베르토 아토(Adalberto Atto)에 의해 바위산의 정상에 지어졌다.
아달베르토의 거소와는 떨어진 곳에 12명의 베네딕토회 수도승이 거주하는 수도원과 성 아폴리오노 교회가 지어졌다.
3겹의 성벽으로 보호되는데, 두 개의 낮은 성벽사이에 병영과 시종들의 거주지가 있었다.
카노사성은 중세시대 동안 이탈리아에서 가장 난공불락의 성의 하나였다.
성에 얽힌 유명한 일화는 하인리히 4세가 교황 카노사성을 상속받은 투스카니의 마틸다의 친구 교황그레고리 7세에 굴복한 사건이다.
마틸다는 그녀의 사망후(1115) 토지를 교회에 양도하려 하였으나 그녀의 상속인들이 받아 들이지 않았다.
1255년에 레지오 인들이 성과 교회를 파괴하였다. 그 후 카노사 가에 반환되었다.
길베르토 다 코레지오(Giberto da Correggio)가 1321년에 사망한 후 1402년까지 레지오에 다시 속하게 되었고,
카노사 가의 시모네, 귀도, 알베르토가 1409년에 다시 찾아오게 되나, 다시 에스테 가에 양도되어 1796년까지 에스테 가문(House of Este)이 보유하게 된다.
1593년에 카노사는 론디넬리(Rondinelli) 백작의 영지가 되었다. 1642년 에스테 가문의 공작 프란세스코 1세(Francesco I)는 카노사를 발렌티니(Valentini) 가에 위임하였다.
발렌티니 가는 1796년 레지오 공화국에 가담한 지역 반란자들에 의해 쫓겨나게 된다.
발렌티니 가에 반환된 이후, 1878년에 성은 이탈리아의 주가 획득하였고, 유적지로 선정되었다.